# Franck Bourdier
Pour les articles homonymes, voir Bourdier.
Franck Bourdier  est un préhistorien français, contemporain d'André Leroi-Gourhan, né le 25 décembre 1910 à Lesterps (Charente) et mort le 16 mars 1985 dans le 5ème arrondissement de Paris.

## Biographie
Élève de Maurice Gignoux, Franck Bourdier se consacre principalement au Quaternaire, à la préhistoire, l'histoire de la géologie: Il est chef-adjoint du Service national de Muséologie des Sciences naturelles jusqu'en 1961, et directeur de laboratoire à l'Ecole Pratique des Hautes Etudes, jusqu'à sa retraite en 1980.

## Ouvrages
- À propos de la découverte d'un couperet en quartzite dans le Bas-Dauphiné : les problèmes des industries sur galets et du Pré-Abbevillien, Paris, 1962
- Coupe demi-théorique simplifiée du quaternaire des environs d'Amiens, en grande partie d'après Commont et Breuil, 1950
- Évolution humaine et néoténie, 1960
- Excursion dans le bassin de Paris de l'Association internationale pour l'étude du quaternaire du 18 au 28 avril 1969 : étude comparée des dépôts quaternaires des bassins de la Seine et de la Somme
- Geoffroy Saint-Hilaire Versus Cuvier : the campaign for paleontological evolution (1825-1838), Massachusetts Institute of Technology, 1969
- Guide de l'exposition Images de fleurs, ouvrage collectif, Paris, 1954
- La lutte de Geoffroy Saint-Hilaire contre Cuvier en faveur de l'évolution paléontologique (1825-1838). Texte présenté à la New Hampshire inter-disciplinary conférence on the history of geology, 1967
- Lamarck et Geoffroy Saint-Hilaire face au problème de l'évolution biologique, Paris, P. U. F., 1972
- La naissance de la préhistoire scientifique : Les fouilles de 1685 à Cocherel, en collaboration avec Bernard Edeine, Paris, 1965
- L'art préhistorique et ses essais d'interprétation, Les Conférences du Palais de la découverte, Série D, ISSN 0573-4290 ; 84, Paris, Palais de la Découverte, 1962
- Le bassin du Rhône au quaternaire  : géologie et préhistoire, Paris, Ed. du CNRS, 1961
- Le Bassin du Rhône au Quaternaire, géologie et préhistoire, en collaboration avec l'Université de Paris, 1958)
- Le Bassin du Rhône au quaternaire : géologie et préhistoire. Tome 1, Texte, Paris, Centre national de la recherche scientifique, 1961
- Le Bassin du Rhône au quaternaire : géologie et préhistoire. Tome 2, Figures, bibliographie, index, Paris, Centre national de la recherche scientifique, 1962
- Le Quaternaire continental français : Quelques réflexions sur l'état actuel des recherches, Paris, Laboratoire de géologie quaternaire et de préhistoire, 1963
- Le Quaternaire de la basse Somme : Tentative de synthèse, en collaboration avec Roger Agache et Raymond Petit, Paris, 1963
- Les Glaciations et la chronologie préhistorique, Le Mans, Ch. Monnoyer, 1943
- Notice sur la carrière et les travaux scientifiques de Franck Bourdier, Paris, 1948
- Observations et hypothèses sur la signification de l'art paléolithique, Paris, 1960
- Préhistoire de France, Nouvelle bibliothèque scientifique, ISSN 0768-1011, Paris, Flammarion, 1974
- Préhistoire et linguistique : les origines du basque
- Préhistoire et toponymie  : le fonds bascoïde en France, 1981
- Quatre étapes dans l'évolution des civilisations humaines
- Quelques types de visages dans la population rurale de l'arrondissement d'Annecy d'après les fiches d'identité, 1950, 1950
- Remarques sur les faunes froides du Quaternaire français antérieures au Wurm, 1954
- Travaux récents sur l'analyse pollinique